# Paropsia perrieri
Paropsia perrieri är en passionsblomsväxtart som beskrevs av Claverie. Paropsia perrieri ingår i släktet Paropsia och familjen passionsblomsväxter. Inga underarter finns listade i Catalogue of Life.